# 完顏斡帶
完顏斡带（1070年代—1100年代），为金朝皇族，金康宗完顏烏雅束、金太祖阿骨打的弟弟、金太宗吳乞買之兄長。
完顏斡带为人刚毅果断，临战常决策。二十多岁，随完颜撒改攻打留可城，斡帶與習不失、阿離合懣等俱為裨將。諸將計議攻取之法，斡帶力主攻城，阿骨打將至軍中，斡帶迎出，向阿骨打說：「留可城且下，忽惑他議。」阿骨打跟從其策。斡帶急起治攻具。其夜進兵攻城，遲明時破城。及二涅囊虎路、二蠢出路寇盜，斡帶一盡盪平。
阿骨打於眾同母弟之中最愛斡帶。乾統四年（1104年）斡帶歸自泓忒城，阿骨打以事如甯江州，欲與斡帶偕行，斡帶曰：「兵役久勞，未及息也。」遂不果行。阿骨打還，晝寐於來流水傍，夢到斡帶之場圃火，禾盡皆焚毀，不可撲滅，醒後而深念此夢，因以為其擔憂。當時，斡帶已經寢疾，阿骨打到達後，聽聞斡帶重病，過自己家門而不下馬，徑至到斡帶的住處問侯其疾。未幾斡帶薨逝，年三十四歲。太祖每哭之慟，謂人曰：「予強與之偕行，未必死也。」
金熙宗天會十五年（1137年），追封魏王、開府儀同三司、諡號定肅。

## 传記資料
- 《金史》

1. ↑  《金史》卷1：(康宗)二年甲申，高麗再來伐，石適歡再破之。高麗復請和，前所執團練十四人皆遣歸，石適歡撫定邊民而還。蘇濱水民不聽命，使斡帶至活羅海川，召諸官僚告諭之。含國部蘇濱水居斡豁勃堇不至。斡准部、職德部既至，復亡去。塢塔遇二部於馬紀嶺，執之而來，遂伐斡豁，克之。斡帶進至北琴海，攻拔泓忒城，乃還。